# Fachklinik Alte Ölmühle

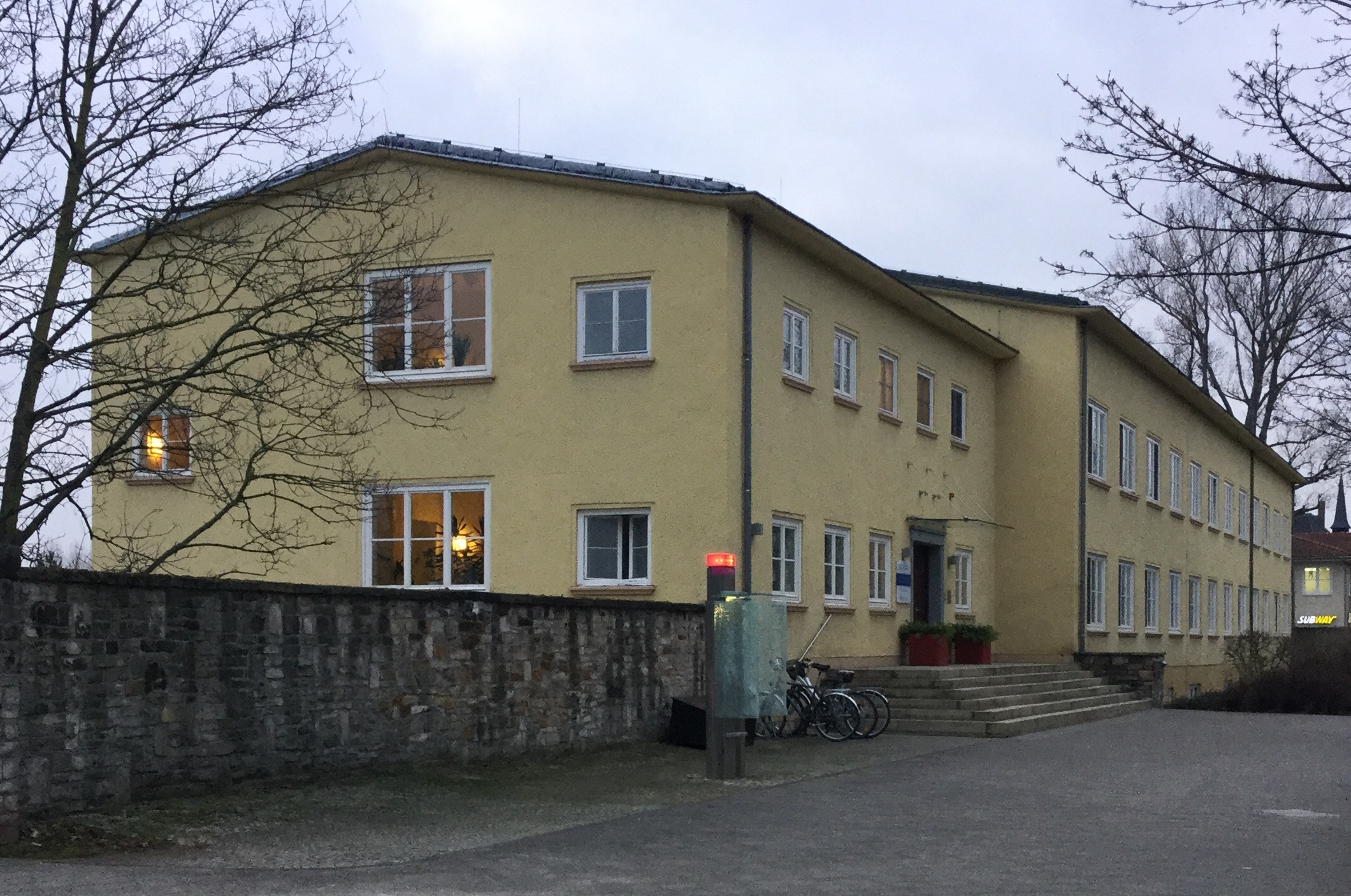
Fachklinik Alte Ölmühle, 2018

Die Fachklinik Alte Ölmühle ist eine Fachklinik für die Rehabilitation von Abhängigkeitserkrankungen in Magdeburg in Sachsen-Anhalt. Das Klinikgebäude steht unter Denkmalschutz.

## Lage
Die Klinik befindet sich an der Adresse Berliner Chaussee 66 im Magdeburger Stadtteil Brückfeld. Das Klinikgebäude liegt auf der Südseite der Berliner Chaussee unmittelbar westlich der Einmündung der Straße An der Ölmühle.

## Architektur und Geschichte
Der heute als Klinik genutzte Bau entstand im Jahr 1938 nach Plänen des bekannten Architekten Heinrich Tessenow als Verwaltungsgebäude für die Vereinigten Ölfabriken Hubbe und Farenholtz. Es entstand ein sehr schlicht gestaltetes zwei- bis dreigeschossiges Gebäude. Die Fassade des langgestreckten verputzten Baus umfasst 16 Achsen. Als gliedernde Elemente dienen neben den Sprossenfenstern die nur wenig profilierten Gewände von Fenster und Türen. Bedeckt ist das Haus mit  etwas vorkragenden flachen Satteldächern, die auf kissenartigen Wulstprofilen ruhen.
Östlich schließt sich ein eingeschossig ausgeführtes Pfortengebäude an, welches jedoch stark überformt wurde.
In den Jahren 2003/2004 erfolgte eine Sanierung des Hauses und ein Umbau zum Zweck der Unterbringung der Fachklinik.
Der Bau gilt, gerade wegen seiner zurückhaltenden Darstellung, als eines der wichtigsten Werke Tessenows. Im örtlichen Denkmalverzeichnis ist das Verwaltungsgebäude unter der Erfassungsnummer 094 81848 als Baudenkmal verzeichnet.

## Ausstattung
In der Klinik werden Menschen mit Alkoholabhängigkeit, Medikamentenabhängigkeit, Drogenabhängigkeit und Mehrfachabhängigkeit behandelt. Die Klinik gehört der Medinet GmbH und verfügt über 80 Plätze im stationären Bereich in Einzelzimmern. Zur Klinik gehören mit dem Adaptionshaus, der Fachambulanz und Werkstätten weitere Gebäude. Neben den Patientenzimmern befinden sich im Haupthaus auch die medizinischen und therapeutischen Räume, Gemeinschaftsräume, eine Cafeteria, eine Lehrküche, ein Waschsalon sowie eine finnische Sauna. Darüber hinaus besteht am Gebäude eine Außenterrasse. Eine am Haupthaus angrenzende alten Schlosserei wurde zu einer barrierefreien Rehabilitationswerkstatt umgebaut. Außerdem bestehen hier drei Computerarbeitsplätze.
In der Klinik bestehen diagnostische Geräte für die Sonographie das Abdomens, der Spirometrie, EKG und Belastungs-EKG. An therapeutischen Einrichtungen sind ein Vierzellenbad, Strom- und Ultraschalltherapie, Dampfinhalatoren und Wärmetherapie zur Verfügung.
Die ganztägig ambulante Rehabilitation ist im Haus Berliner Chaussee 71 untergebracht.
In der Adaption stehen 16 Plätze zur Verfügung, wobei jeweils drei bis vier Patienten in einer Wohnung zusammen leben. Die Klinik verfügt über eine Sporthalle und einen Sportplatz.
Auf dem Außengelände besteht eine Streuobstwiese.